# Pirámide invertida del Louvre

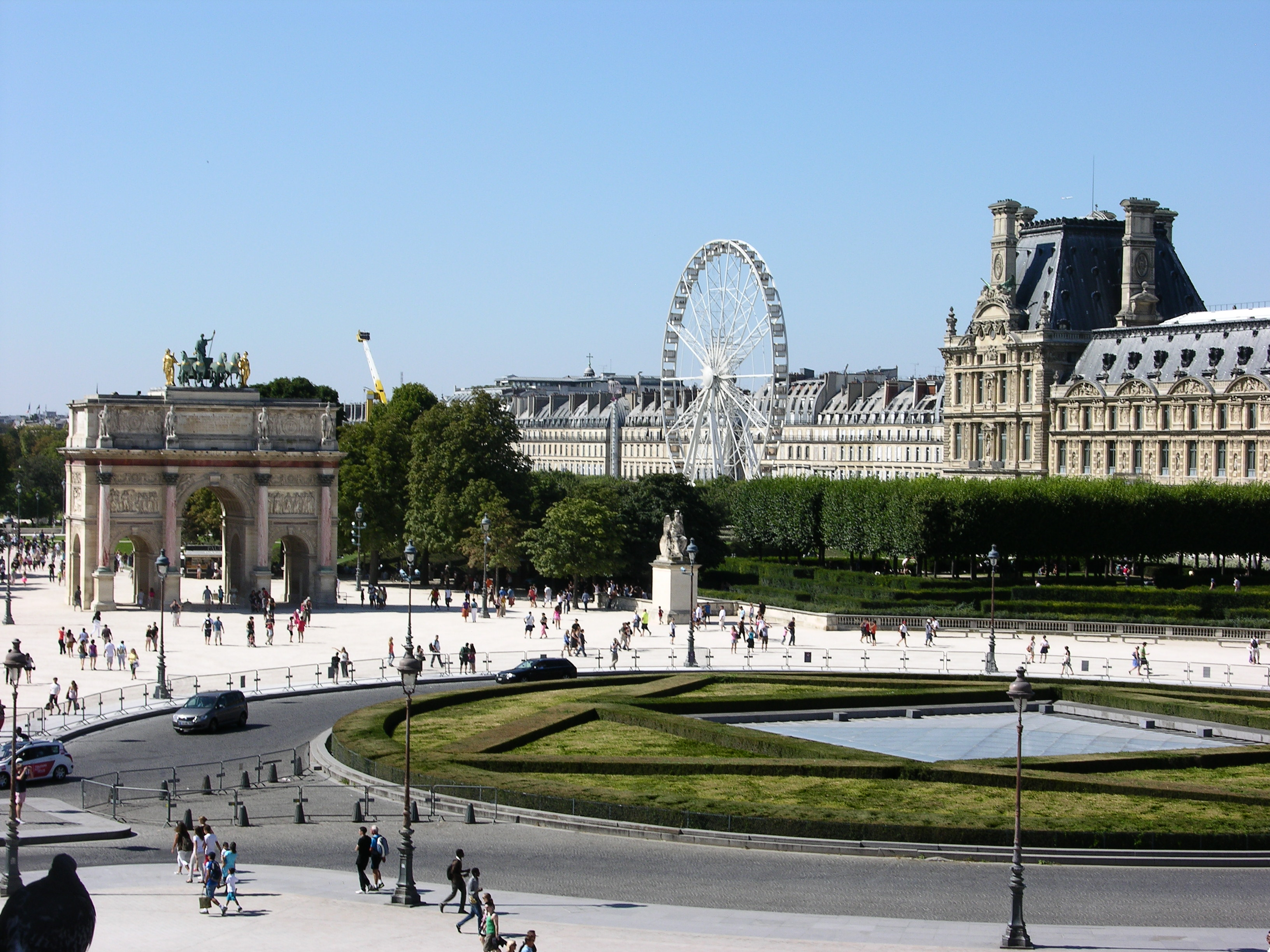
Vista de la Place du Carrousel. A la derecha, entre los setos, puede verse la base cuadrada de la pirámide invertida, que se sitúa por debajo del nivel del suelo.

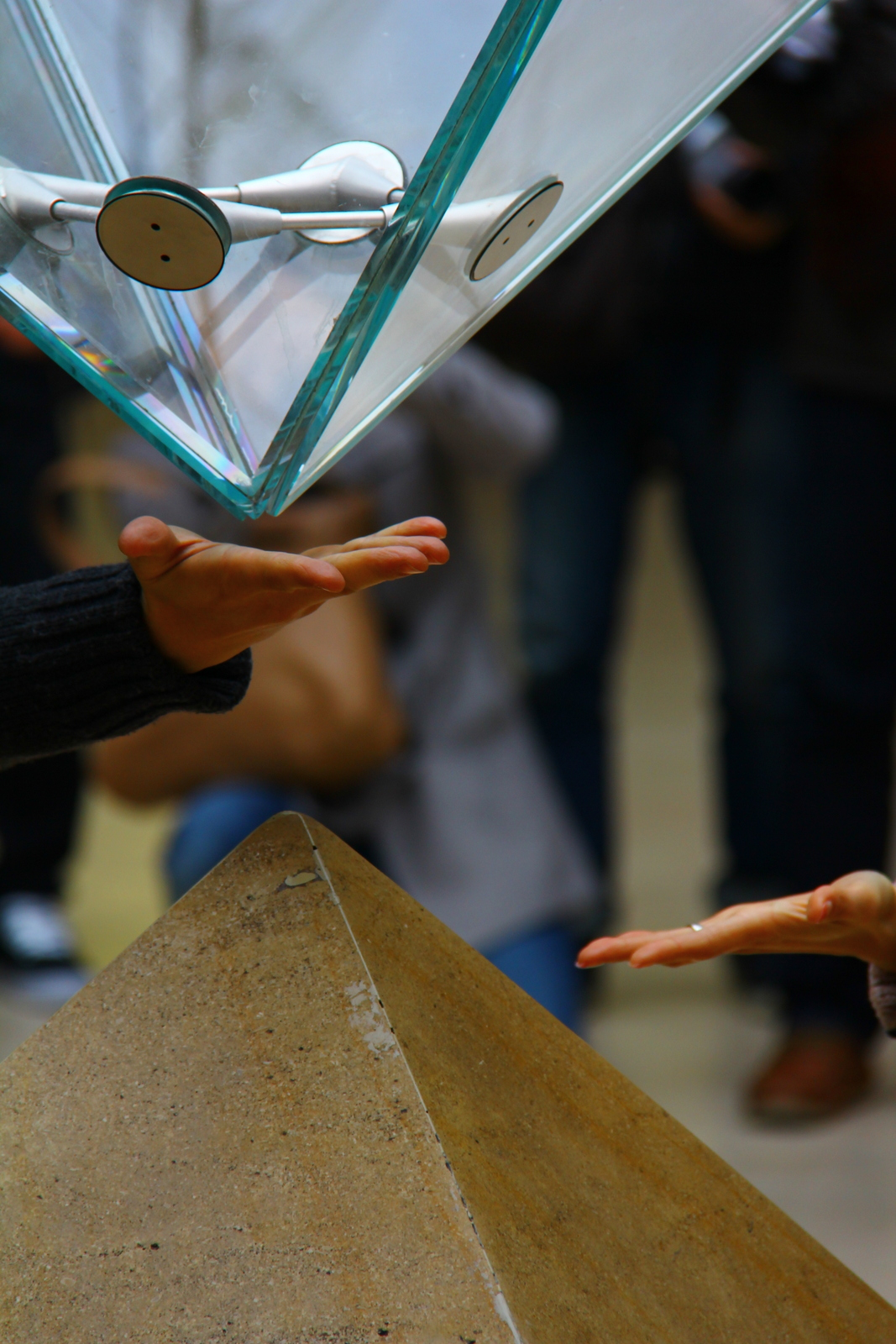
Extremo de la pirámide invertida.

La pirámide invertida del Louvre (en francés: La Pyramide Inversée) es un tragaluz con forma de pirámide situado en el centro comercial Carrousel du Louvre, frente al Museo del Louvre de París, Francia. Se puede considerar una hermana de la más famosa Pirámide del Louvre, aunque volteada: su base, al nivel del suelo, puede verse fácilmente desde el exterior.

## Diseño
La pirámide se encuentra en la intersección de dos pasillos del centro comercial y orienta a los visitantes hacia la entrada del museo. Tensada contra un pozo de cimentación de acero de 13,3 m de lado, la pirámide invertida está revestida en vidrio laminado y apunta hacia abajo, hacia el suelo. La punta de la pirámide está suspendida 1,4 metros por encima del suelo. Los paneles de cristal de la pirámide, de 3 cm de grosor, están conectados por cruces de acero inoxidable de 38,1 cm de longitud. De noche, la estructura es iluminada por un friso de luces de búsqueda.
Justo debajo de la punta de la pirámide de cristal que apunta hacia abajo hay una pequeña pirámide de piedra (de aproximadamente un metro de altura) sobre el suelo, como si reflejara la pirámide mayor que hay encima: las puntas de las dos pirámides casi se tocan.
La pirámide invertida fue diseñada por el arquitecto I.M. Pei, e instalada como parte de la segunda fase de la renovación del Museo del Louvre. Fue completada en 1993, y en 1995 fue una de las finalistas de los Benedictus Awards, y fue descrita por el jurado como «una extraordinaria anti-estructura... un uso simbólico de tecnología... una pieza de escultura. Fue diseñada como un objeto pero es un objeto para transmitir luz».

## El código Da Vinci
La pirámide invertida del Louvre aparece en las últimas páginas del superventas internacional de Dan Brown El código Da Vinci. El protagonista de la novela, Robert Langdon, lee simbolismo esotérico en las dos pirámides: interpreta la pirámide invertida como un cáliz, un símbolo femenino, mientras que la pirámide de piedra que hay debajo es interpretada como una espada, un símbolo masculino: toda la estructura podría por tanto expresar la unión de los dos sexos. Además, el protagonista concluye que la pequeña pirámide de piedra es en realidad solo la parte superior de una pirámide más grande, probablemente del mismo tamaño que la pirámide invertida que hay encima, incrustada en el suelo como una cámara secreta, que se usa para albergar el cuerpo de María Magdalena.
En el clímax de la adaptación al cine de la novela, la cámara se mueve elaboradamente a través de toda la pirámide de cristal desde arriba y posteriormente desciende debajo del suelo para revelar la cámara oculta que hay bajo la pequeña pirámide de piedra, que contiene el sarcófago con los restos de María Magdalena.

## Otras interpretaciones esotéricas
Brown no fue el primer escritor que ofreció interpretaciones esotéricas de la pirámide invertida. En el libro de Raphaël Aurillac Le guide du Paris maçonnique, el autor declara que el Louvre fue un templo masónico. Para Aurillac, las varias pirámides de cristal construidas en décadas recientes incluyen simbolismo masónico. Aurillac cree que la pirámide que apunta hacia abajo expresa el lema rosacruciano V.I.T.R.I.O.L. (Visita Interiorem Terrae Rectificandoque / Invenies Occultum Lapidem, «Visita el interior de la Tierra y encontrarás la piedra secreta»). Otro escritor sobre arquitectura masónica, Dominique Setzepfandt, opina que las dos pirámides sugieren «la escuadra y el compás que juntos forman el sello de Salomón».